# Lena Strömberg Lagerlöf
Lena Maria Strömberg Lagerlöf, född Strömberg 7 maj 1975 i Stockholm, är en svensk skådespelare.
Strömberg studerade vid Teaterhögskolan i Malmö och har efter studierna varit engagerad vid Malmö Dramatiska Teater, Östgötateatern/Riksteatern, Teater Tribunalen, Stockholms Stadsteater, Dramaten och Uppsala Stadsteater.
Hon tilldelades Prix Danube för sin huvudroll i Dårfinkar & dönickar 1989.
Hon är gift med regissören Måns Lagerlöf.

## Filmografi
- 1988 – Dårfinkar & dönickar (TV-serie)
- 1990 – Det blir bättre nästa gång
- 1991 – Kopplingen (TV-serie)
- 1991 – Osynlig närvaro (TV-serie)
- 2000 – Herr von Hancken (TV-serie)
- 2001 – Pusselbitar (TV-serie)
- 2002 – Bella bland kryddor och kriminella (TV-serie)
- 2002 – Skeppsholmen (TV-serie)
- 2005 – Kerstin Lindmanns dolda passion (kortfilm)
- 2007 – Biblioteket (kortfilm)
- 2023 – The Lonely Cougar and the Heartbroken Stud (kortfilm)

## Teater

### Roller (ej komplett)
| År   | Roll      | Produktion                                             | Regi            | Teater                  |
| ---- | --------- | ------------------------------------------------------ | --------------- | ----------------------- |
| 2000 |           | Tredje rikets fruktan och elände Bertolt Brecht        | Johan Bernander | Teaterhögskolan i Malmö |
| 2008 | Rakel Ada | Svenskt landskap med kinesiska detaljer Lucas Svensson | Carolina Frände | Dramaten                |
| 2010 | Mariane   | Den girige Molière                                     | Gösta Ekman     | Dramaten                |